# Biancamaria Martinengo

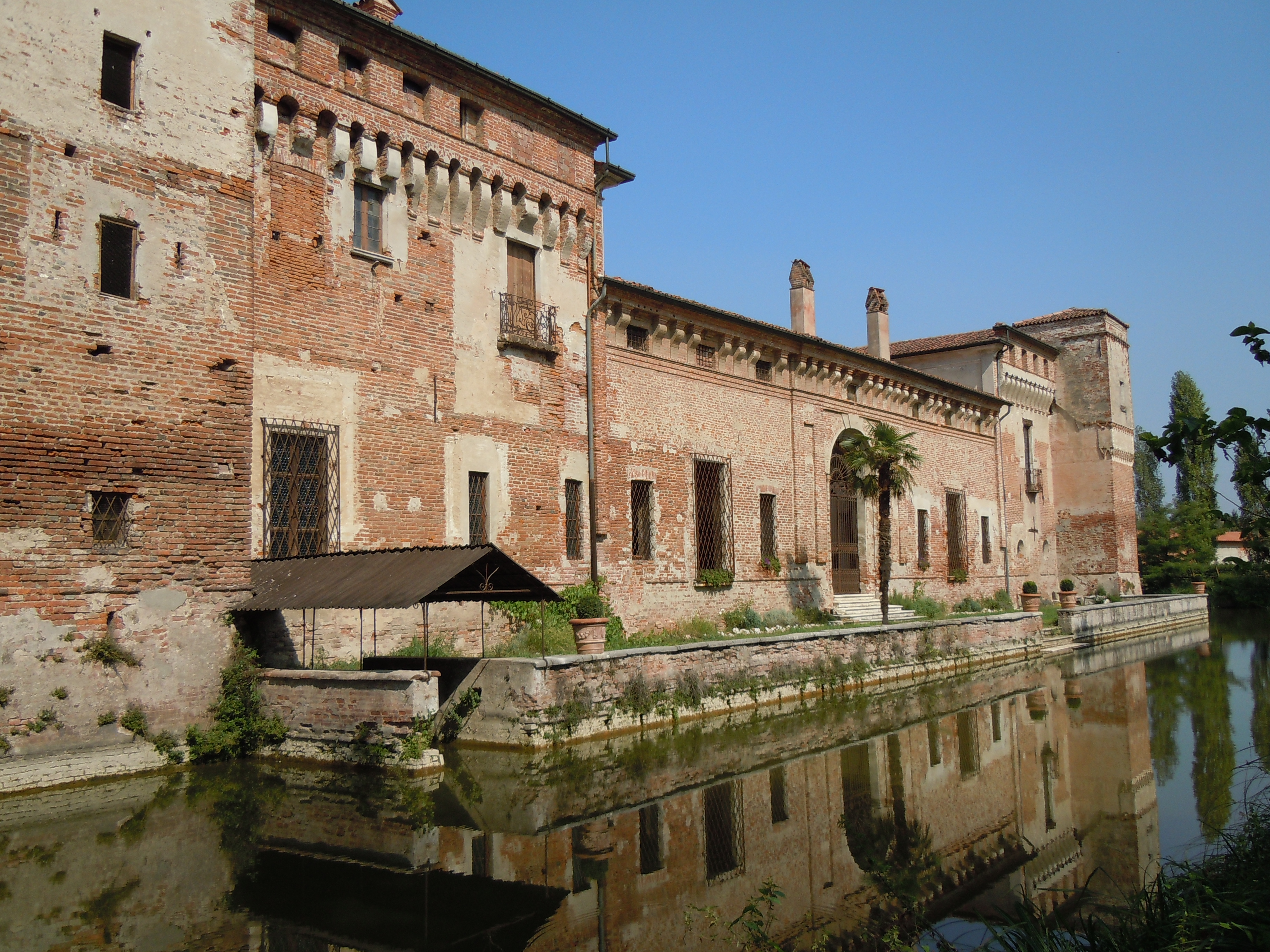
Castello di Padernello

Biancamaria Martinengo (Brescia, 1466 – Padernello, 20 luglio 1480) è stata una nobile italiana.

## Biografia
Discendente della nobile famiglia Martinengo era figlia del condottiero conte Gaspare Martinengo (?-1473), signore di Urago d'Oglio, Padernello, Quinzano d'Oglio e di Caterina Colleoni, figlia del condottiero Bartolomeo Colleoni.

### La leggenda dellaDama Bianca
Cagionevole di salute sin dalla nascita, Biancamaria all'età di 13 anni, alla fine del 1479, venne trasferita dal palazzo di famiglia di Brescia alla residenza di campagna della famiglia, il castello di Padernello, da poco restaurato dallo zio Bernardino Martinengo.
La leggenda vuole che Biancamaria morisse precipitando nel fossato del castello dando vita alla leggenda della "Dama Bianca" che, ogni dieci anni il 20 di luglio, la stessa notte della sua morte, il suo fantasma ricompare nel castello vestito di bianco, con in mano un libro aperto dorato contenente il suo segreto.